# Leucopogon tenuis
Leucopogon tenuis är en ljungväxtart som beskrevs av Dc. Leucopogon tenuis ingår i släktet Leucopogon och familjen ljungväxter. Inga underarter finns listade i Catalogue of Life.